# Ms.
Ms. – amerykańskie liberalne, feministyczne czasopismo współzałożone przez amerykańską feministkę i aktywistkę Glorię Steinem oraz Letty Cottin Pogrebin, a także Patricię Carbine, Joanne Edgar, Ninę Finklstein oraz Mary Peacock. Pierwsze wydanie ukazało się w grudniu 1971 roku jako dodatek do New York Magazine. Pierwsze samodzielne wydanie ukazało się w styczniu 1972 roku dzięki środkom finansowym dziennikarza New York Magazine, Claya Felkera. Od lipca 1972 do 1987 roku czasopismo ukazywało się jako miesięcznik. Od 2001 roku wydawczynią magazynu jest Fundacja Feministycznej Większości z siedzibą w Los Angeles i Arlington w Wirginii. Obecnie magazyn ukazuje się jako kwartalnik.